# 伊爾比德
伊爾比德（阿拉伯语：‎）是約旦北面伊爾比德省的首府和最大城市，位於安曼以北70公里，2020年人口為569,068人，是約旦人口第三大的城市，排在安曼和扎爾卡之後。伊爾比德是主要的陸路交通樞紐，經濟收益主要來自與教育有直接或間接關係的服務業，市內有26間書商，是約旦的文化中心，2007年70,000名大學生中有8,000名來自47個國家的外國學生。《健力士世界紀錄大全》把伊爾比德列為全球最高人均網吧數目的地方。.

## 友好城市
- 土耳其加濟安泰普[3]
- 中华人民共和国郑州市[4]

## 外部連結
- Irbid News （页面存档备份，存于）
- Greater Irbid Municipality
- Irbid Guide （页面存档备份，存于）
- http://www.anajordan.com/forum/viewforum.php?f=45 （页面存档备份，存于）